# Cornettton
Mit Cornettton, Kornetton oder Türkischen Ton ist ein hoher Stimmton gemeint, der häufig bei alten Orgeln oder in der Blasmusik anzutreffen ist. In Regimentskapellen wird er meist Türkischer Ton, Wiener Hoch-Stimmung oder Hohe Stimmung genannt. Er war sowohl in Deutschland und Italien als auch den habsburgischen Ländern verbreitet und reichte von 450 bis 480 Hz. Nach heute gebräuchlicher Definition wird der Cornettton mit dem Orgelton (auch Chorton oder Kirchenton) gleichgesetzt.

## Begriff Cornett
Der Begriff geht zurück auf das römische Horn, lateinisch Cornu. Ein hoher Stimmton ist vor allem im Freien gut zu hören, er war daher bei alten Feld- und Militärmusiken, besonders bei marschierenden Truppen, verbreitet. Nach wie vor sind zum Beispiel die Instrumente der Kapelle des ehemaligen Infanterie-Regiments Hoch- und Deutschmeister Nr. 4 im Cornettton gestimmt. Insgesamt pflegen in Österreich lediglich ein paar Kapellen den Türkischen Ton.
Mit der Redewendung in cornet gestimmt bezeichneten Musiker häufig die für sie „zu hoch gestimmten“ Orgel-Instrumente, sie forderten stattdessen den Französischen Ton oder die Wiener Stimmung.
Der Cornettton ist meist eine kleine Sekunde höher als der heutige Orchester- oder Kammerton, nämlich: a1 ≈ 466,2 Hz, entspricht +100 Cent bezogen auf 440 Hz.
Laut Duden war auch der Zinken-Ton so hoch, der Stimmton der Stadtpfeifer. Der Zink heißt italienisch cornetto.

## Instrumente imCornettton(hoch eingestimmte Instrumente, eine Auswahl)
(Nicht zu verwechseln mit dem Orgel-Register Kornett, das wegen des klingenden 5. Obertons, der Terz, an die Klangfarbe eines Horns erinnert.)
- Festorgel des Stiftes Klosterneuburg (1642)
- Orgel von St. Marien (Buttforde) (1681, a1 = 473 Hz bei 19 °C, entspricht +125 Cent bezogen auf 440 Hz)
- Orgel der Pilsumer Kreuzkirche (1694)
- Orgel der Watzendorfer Marienkirche (1734,  a1 = 466 Hz bei 15 °C, entspricht +99 Cent bezogen auf 440 Hz)[4]
- Instrumente der österr. militärischen Kapelle Original Hoch- und Deutschmeister (1741 bzw. 1781)
- Instrumente der Blaskapelle Die Emaus-Jünger in Ebenau (a1 = 461 Hz, entspricht +81 Cent bezogen auf 440 Hz)[5]
- Instrumente des Musikvereins Althofen[6]
- Instrumente des Musikvereins Hochstraß[7]